# Косцюшкі (Лодзинське воєводство)
Косцюшкі (пол. Kościuszki) — село в Польщі, у гміні Щерцув Белхатовського повіту Лодзинського воєводства.
Населення — 217 осіб (2011).
У 1975-1998 роках село належало до Пйотрковського воєводства.

## Демографія
Демографічна структура станом на 31 березня 2011 року:
|          | Загалом | Допрацездатний вік | Працездатний вік | Постпрацездатний вік |
| -------- | ------- | ------------------ | ---------------- | -------------------- |
| Чоловіки | 112     | 24                 | 78               | 10                   |
| Жінки    | 105     | 25                 | 61               | 19                   |
| Разом    | 217     | 49                 | 139              | 29                   |